# 94 v. Chr.
Portal Geschichte | Portal Biografien | Aktuelle Ereignisse | Jahreskalender | Tagesartikel

◄ |
2. Jahrhundert v. Chr. |
1. Jahrhundert v. Chr. |
1. Jahrhundert |
►

◄ | 110er v. Chr. | 100er v. Chr. | 90er v. Chr. | 80er v. Chr. |
70er v. Chr. |
►

◄◄ | ◄ | 97 v. Chr. | 96 v. Chr. | 95 v. Chr. | 94 v. Chr. |
93 v. Chr. |
92 v. Chr. |
91 v. Chr. |
► |
►►
Staatsoberhäupter

## Ereignisse
- um 94 v. Chr.: Nikomedes IV. wird Nachfolger seines verstorbenen Vaters Nikomedes III. als König von Bithynien.

## Geboren
- Han Zhaodi, chinesischer Kaiser († 74 v. Chr.)
- um 94 v. Chr.: Cornelia, Frau Caesars († 69/68 v. Chr.)
- um 94 v. Chr.: Publius Servilius Isauricus, römischer Politiker

## Gestorben
- um 94 v. Chr.: Nikomedes III., König von Bithynien